# Charles Madge
Charles Henry Madge, né le 10 octobre 1912 à Johannesbourg (Union d'Afrique du Sud), mort le 17 janvier 1996 à Londres, est un poète, journaliste, sociologue, universitaire britannique. Il est le cofondateur de l'institut de recherche sociale "Mass Observation",.

## Biographie

### Jeunesse et formation
Charles Madge est le fils d'un officier de l'armée britannique, lieutenant-colonel du Royal Warwickshire Regiment (en), celui-ci est tué le 10 mai 1916, à la suite de quoi, la mère  de Charles, Barbara, née Hylton-Foster, retourne au Royaume-Uni. Après ses études secondaires, il est admis aux classes préparatoires du Winchester College. Brillant élève il obtient une bourse pour entrer au Magdalene College de l'Université de Cambridge pour suivre des études de littérature anglaise. Au Magdelene College il peut assister aux cours et conférences de T.S Eliot, Ivor Armstrong Richards et de John Maynard Keynes qui seront également ses mentors,.

### Carrière
Grâce aux relations de T.S Eliot, Charles  Madge peut gagner sa vie comme  journaliste pour le Daily Mirror,.
Parallèlement, étant pacifiste et proche du parti communiste, il est aussi éditorialiste pour la Left Review (en). Dans les années 1940, il s'éloignera du parti communiste tout comme George Orwell, John Newsinger (en) et d'autres britanniques qui feront une critique du communisme stalinien  tout en défendant un communisme libertaire,,.
En 1933, il publie ses premiers poèmes inspirés de David Gascoyne, un poète surréaliste. Dans un article de la revue New Verse fondée par Hugh Ross Williamson (en) et Geoffrey Grigson (en),, il signe un manifeste pour une poésie surréaliste anglaise ; dans cet article au titre de Surrealism for the English, il reproche aux britanniques de n'être que des spectateurs, des lecteurs ou des imitateurs des diverses œuvres issues du surréalisme, ne comprenant pas que le surréalisme est étroitement lié  à une vision politique révolutionnaire et que plus qu'une esthétique, il s'agit d'une pratique sociale. Dans un second temps, il fustige les imitateurs des surréalistes français, leur rappelant que les œuvres des surréalistes français sont étroitement liées à l'histoire sociale et aux luttes émancipatrices françaises et que, par conséquent, il est nécessaire de créer un surréalisme anglais, qui soit un travail sur la langue anglaise, travail sur soi afin de créer de nouvelles liaisons et de  nouvelles associations entre les divers objets littéraires, modifiant ainsi le regard sur l'environnement et la pratique révolutionnaire. C'est  la raison pour laquelle, la poésie de Charles Madge  ne peut être dissociée de son action de sociologue , ni  de ses prises de position pour un marxisme contestataire. Pour lui, la poésie est un acte de connaissance de soi individuel, comme la sociologie est un acte de connaissance de soi collectif, les deux étant nécessaires à toute transformation de la société,,.
En 1936, à la suite d'échanges avec deux amis ; Tom Harrisson, un anthropologue  et Humphrey Jennings, un cinéaste, Charles Madge  et celle qui deviendra son épouse en 1937 Kathleen Raine constatant que la connaissance de la vie réelle des classes populaires, de leurs opinions était le fait de personnes extérieures, ils ont décidé d'utiliser les méthodes d'études des populations pratiquées par les ethnologues et les anthropologues et de les appliquer aux classes populaires, autrement dit de laisser les personnes concernées parler d'elles-mêmes sur elles-mêmes, les laisser parler de leurs opinions, de leurs attitudes et comportements ou  de leur style de vie. C’est ainsi qu'ils ont fondé l'Institut "Mass Osbervation"  qui mena les premières études d'enquête d'opinion telles que nous les connaissons actuellement, c'est-à dire en composant un panel de 500 personnes, gardant l’anonymat, et répondant à des questions (ouvertes, semi fermées, ouvertes) sur tel ou tel thème. Le but de ces enquêtes était de fournir  des informations à la gauche britannique. Pendant la guerre, ces études ont servi à connaitre le moral de la population vis-à-vis des décisions militaires ou vis-à-vis des bombardements allemands. Ceci entraîna des critiques;  en effet, ces études pouvaient aussi bien être utilisées pour l'établissement de politiques sociales comme pour la marketing commercial ou la manipulation des masses,,,.
En 1950, l'Université de Birmingham lui offre un poste de professeur de sociologie, poste qu'il occupera jusqu'en 1970,.

### Vie privée
Le 22 décembre 1937, Charles Madge épouse la poète Kathleen Raine, le couple donne naissance à un fils et une fille,.
Après son divorce, Charles Madge épouse le 4 mars 1942 la romancière Marie Agnès Spender connue sous le nom de Inez Pearn (en), ils auront également un fils et une fille,.
Après la mort d'Inez Pearn en 1976, le 13 juillet 1979 Charles Madge épouse en troisièmes noces la journaliste Evelyn Brown qui disparaît en 1984,.
Charles Madge décède des suites d'un infarctus le 17 janvier 1996, chez lui dans son appartement du 28 Lynmouth Road à Haringey, borough du Grand Londres.

## Archives
Les manuscrits de Charles Madge sont déposés  en partie aux archives de la bibliothèque de l'Université du Sussex,, ainsi qu'aux archives de "Mass Observation".

## Œuvres

### Recueils de poésie
- The Disappearing Castle, éd. Faber and Faber, 1937.
- The Father Found, éd. Faber and Faber, 1941,
- Of Love, Time and Places: Selected Poems, éd. Anvil Press Poetry, 1994,

### Rapports, études, chroniques
- May The Twelfth: Mass-Observation Day-Surveys 1937 by over two hundred observers, co-écrit avec Humphrey Jennings, éd. Faber and Faber, 1937.
- Mass-Observation, co-écrit avec Tom Harrisson, éd. Frederick Muller, 1937.
- First Year's Work, co-écrit avec Tom Harrisson, éd. Lindsay Drummond, 1938.
- Britain, co-écrit avec Tom Harrisson, éd. Ticktock Books Ltd, 1939,
- War Begins at Home, by Mass Observation, co-écrit avec Tom Harrisson, éd. Chatto & Windus, 1940,
- To Start You Talking - An Experiment in Broadcasting, co-écrit avec A.W. Coysh et George Dixon, éd. Pilot Press, 1945,
- Pilot Guide To The General Elections, éd. Pilot Press, 1945,
- Pilot Papers, éd. Pilot Papers, 1947,
- Society in the Mind : Elements of Social Eidos, New York, Free Press of Glencoe, 1er janvier 1964, 168 p. (OCLC 1067858373, lire en ligne),
- Art students observed, Londres, Faber, 1er janvier 1973, 300 p. (ISBN 9780571099382, lire en ligne),
- Inner City Poverty in Paris and London, Londres & Boston (Massachusetts), Routledge & Kegan Paul Books, 28 septembre 1982, 168 p. (ISBN 9780710008190, lire en ligne),
- Pandaemonium, 1660-1886: Coming of the Machine as Seen by Contemporary Observers, co-écrit avec Mary Lou Jennings, éd. Picador, 1987,

### Articles
- « War-Time Saving and Spending--A District Survey », The Economic Journal, Vol. 50, No. 198/199,‎ juin-septembre 1940, p. 327-339 (13 pages) (lire en ligne ),
- « The Propensity to Save in Blackburn and Bristol », The Economic Journal, Vol. 50, No. 200,‎ décembre 1940, p. 410-448 (39 pages) (lire en ligne ),
- « Public Opinion and Paying for the War », The Economic Journal, Vol. 51, No. 201,‎ avril 1941, p. 36-46 (11 pages) (lire en ligne ),
- « Planning for People », The Town Planning Review, Vol. 21, No. 2,‎ juillet 1950, p. 131-144 (14 pages) (lire en ligne ),
- « Notes on the Standard of Living in Moscow April 1952 », Soviet Studies, Vol. 4, No. 3,‎ janvier 1953, p. 229-236 (8 pages) (lire en ligne ),
- « Some Aspects of Mass Literacy », British Journal of Educational Studies, Vol. 4, No. 1,‎ novembre 1955, p. 3-14 (12 pages) (lire en ligne ),
- « A Sociologist looks at Social Education », Community Development Bulletin, Vol. 12, No. 1,‎ décembre 1960, p. 21-23 (3 pages) (lire en ligne ),
- « Introduction », The British Journal of Sociology, Vol. 13, No. 2,‎ juin 1962, p. 95-97 (3 pages) (lire en ligne ),
- « Thailand, Laos, Cambodia and Vietnam », The British Journal of Sociology, Vol. 13, No. 2,‎ juin 1962, p. 123-127 (5 pages) (lire en ligne ),